# Mystes oonopiformis
Mystes oonopiformis är en spindelart som beskrevs av William Syer Bristowe 1938. Mystes oonopiformis ingår i släktet Mystes och familjen dallerspindlar. Inga underarter finns listade i Catalogue of Life.